# Ahl Fas-moskee
De Ahl Fas-moskee is een moskee in de Marokkaanse hoofdstad Rabat. Ze bevindt zich aan de mechouar van Al-Sayeed. De moskee werd in de 18e eeuw gebouwd in opdracht van de Alaouitische sultan Mohammed ben Abdallah. Ze werd verschillende keren gerenoveerd, tijdens het tijdperk van Mohammed IV, Youssouf, Mohammed V, Hassan II en Mohammed VI. De moskee staat bekend als een plaats waar de koning de preek houdt tijdens het vrijdaggebed of het Eid-gebed, een traditie die teruggaat tot het tijdperk van Moulay Yusef.